# Diecezja Valle de la Pascua
Diecezja Valle de la Pascua (łac. Dioecesis Vallispaschalensis) – diecezja Kościoła rzymskokatolickiego w Wenezueli. Należy do metropolii Calabozo. Została erygowana 25 lipca 1992 roku przez papieża Jana Pawła II konstytucją apostolską Cum ad aptius.

## Ordynariusze
- Joaquín Morón Hidalgo (1992 – 2002)
- Ramón José Fernández Aponte (2004 – 2024)
- Ricardo Aldo Barreto Cairo (od 2024)